# Hong Yun-suk

Hong Yun-Suk (nacida en Chongju, provincia de Pyongan del Norte, actual Corea del Norte en 1925 – 12 de diciembre de 2015) es considerada una de las poetisas coreanas más destacadas de su generación.

## Biografía
Aunque nació en Corea del Norte, ha vivido la mayoría de su vida en Seúl. Después graduarse del Bachillerato femenino Dongduk  y la Escuela de Profesores de Seúl, trabajó como profesora unos cuantos años antes de empezar sus estudios en la Universidad Nacional de Seúl. Fue muy activa en el Club de Teatro de la universidad, donde interpretó muchos papeles en el escenario, además de escribir obras. No pudo acabar la universidad por el inicio de la guerra de Corea. Posteriormente fue presidenta de la Asociación de Escritoras de Corea y la Asociación de Poetas de Corea. La base de su literatura y su pensamiento político se fijaron durante este periodo posterior a la Segunda Guerra Mundial y anterior a la guerra de Corea. Durante su vida ha trabajado como profesora de escuela, periodista y profesora de la Universidad Sangmyung. Es conocida por el seudónimo de Yeosa.

## Obra
Hong Yun-Suk publicó su primer poema "El otoño" en Munye Shinbo (Tiempo literario) en 1947. Por la misma época una de sus obras de teatro fue elegida como ganadora del Premio Literario de Nueva Primavera del periódico Chosun Ilbo. Lamentablemente muchas de sus obras de este periodo se perdieron durante la guerra de Corea. Su primer poemario Antología poética de Yeosa se publicó en 1962. Desde entonces ha publicado 17 volúmenes de poesía, además de numerosas recopilaciones de ensayos y obras de teatro. Ha recibido muchos premios y es miembro de la Academia Nacional de Arte. Sus esfuerzos literarios se reconocieron en 2012 cuando recibió el Premio Literario Ku Sang. 
Según el especialista de poesía coreana Anthony de Taize, "Su visión de la vida está muy influenciada por el sufrimiento de la Guerra y la división de Corea. Su universo poético es a menudo oscuro e inclinado al pesimismo. Quizá el hecho de que no pueda visitar el lugar donde nació en Corea del Norte ayuda a explicar muchas imágenes de la vida como un viaje inacabado. Los temas de la soledad individual y el vacío de la vida moderna aparecen en muchos poemas. Cuando trata temas más públicos, el anhelo por la reunificación de Corea domina sus preocupaciones".

## Obras (lista parcial)
- El sonido cotidiano del reloj (Ilsang-ui sigyesori)
- Antología poética de Yeosa (Yeosa sijip)
- El molino de viento (Pungcha)
- Sobre los adornos (Jangsiglon)
- Los rayos del sol en tierra extranjera (Tagwan-ui haes-sal),
- La fiesta del solsticio de verano (Hajije)
- Las reglas de la vida (Saneun beob)
- El pueblo más allá del sol (Tae-yang-ui geonneoma-eul)
- Una poesía larga en una corta noche (Jjalb-eun bam-e gin sileul)